# Renée Taylor
Renée Adorée Taylor (născută Wexler; n. 19 martie 1933, New York City, New York, SUA) este o actriță, producătoare și regizoare americană. Taylor a fost nominalizată la un premiu Oscar pentru redactarea scenariului Lovers and Other Strangers (1970). A interpretat-o pe Sylvia Fine⁠(d) în serialul de televiziune Dădaca (1993-1999).

## Biografie
Taylor s-a născut în Bronx, New York, fiica lui Charles și Frieda (născută Silverstein) Wexler. Mama sa a numit-o după actrița de film mut Renée Adorée⁠(d).A absolvit Academia de Arte Dramatice.

### Cariera
Taylor a interpretat în grupuri de improvizație în anii 1950. A lucrat în calitate de comic la începutul anilor 1960 în clubul de noapte Bon Soir din New York. În deschidere spectacolului său era tânăra Barbra Streisand, necunoscută la momentul respectiv. În 1967, Taylor a interpretat rolul unei actrițe care o joacă pe Eva Braun în lungmetrajul lui Mel Brooks Producătorii, rol pe care l-a obținut în timp ce interpreta piesa Luv⁠(d) cu Gene Wilder.
Taylor și soțul său, Joseph Bologna⁠(d), au redactat împreună scenariul comediei de succes Lovers and Other Strangers și au fost nominalizați la Premiile Oscar la categoria cel mai bun scenariu adaptat. În 1971, cei doi au  scris scenariul filmului Made for Each Other⁠(d). Aceștia au obținut o nominalizare la Premiul Writers Guild of America pentru cea mai bună comedie. Taylor a interpretat-o pe Arlene Sherwood, co-producător al unei emisiuni de televiziune, împreună cu Jerry Orbach⁠(d) și John Candy în filmul din 1991 Râsete în delir⁠(d).
Din 1992 până în 1994, Taylor a interpretat-o pe mama dominantă a personajului principal din serialul HBO Viata ca-n filme⁠(d). În 1993, a interpretat un rol în sitcomul Daddy Dearest⁠(d).
În același an, Taylor a fost obținut un rol episodic în noul sitcom CBS Dădaca, interpretând-o pe Sylvia Fine, mama personajului principal interpretat de Fran Drescher. După anularea Daddy Dearest, Taylor a obținut un rol secundar în serialul Dădaca începând din sezonul 2, iar în sezonul 3 a devenit personaj principal.
Între 2008 și 2012, Taylor a jucat rolul vecinului lui Ted Mosby, doamna Matsen, în serialul Cum am cunoscut-o pe mama ta. Aceasta a avut, de asemenea, un rol episodic în Totul pentru dans și în Victoria în lumina reflectoarelor.

## Viața personală
Taylor s-a căsătorit cu actorul Joseph Bologna pe 7 august 1965 în Stamford, Connecticut⁠(d). Cei doi au un fiu, Gabriel, care a regizat ultimul film în care părinții săi au jucat împreună, „Tango Shalom”. Au fost căsătoriți până la moartea lui Bologna în august 2017.
Taylor este de origine evreiască.

## Filmografie

### Filme
| An   | Titlu                                                      | Rol                  | Notes                  |
| ---- | ---------------------------------------------------------- | -------------------- | ---------------------- |
| 1958 | The Mugger                                                 | Mac's wife           |                        |
| 1961 | The Errand Boy                                             | Miss Giles           |                        |
| 1961 | A Bowl of Cherries                                         | Party goer           | Scurtmetraj            |
| 1966 | A Fine Madness                                             | Myrna                |                        |
| 1967 | The Producers                                              | Eva Braun            |                        |
| 1968 | The Detective                                              | Rachael Schoenstein  |                        |
| 1970 | Lovers and Other Strangers                                 | N/A                  | Scenarist              |
| 1971 | A New Leaf                                                 | Sharon Hart          |                        |
| 1971 | Jennifer on My Mind                                        | Selma Rottner        |                        |
| 1971 | Made for Each Other                                        | Pandora              | Scenarist              |
| 1972 | Last of the Red Hot Lovers                                 | Jeanette             |                        |
| 1983 | Lovesick                                                   | Mrs. Mondragon       |                        |
| 1989 | It Had to Be You                                           | Theda Blau           | Regizor/scenarist      |
| 1990 | The End of Innocence                                       | Angel                |                        |
| 1990 | White Palace                                               | Edith Baron          |                        |
| 1991 | Delirious                                                  | Arlene Sherwood      |                        |
| 1991 | All I Want for Christmas                                   | Sylvia               |                        |
| 1992 | Forever                                                    | Charlotte Shelby     |                        |
| 1996 | Love Is All There Is                                       | Mona                 | Regizor/scenarist      |
| 2001 | Dr. Dolittle 2                                             | Female Tortise       | Dublaj                 |
| 2001 | Dying on the Edge                                          | Lottie Minnow        |                        |
| 2002 | Returning Mickey Stern                                     | Jeannie              |                        |
| 2003 | Gold Diggers                                               | Betty Mundt          |                        |
| 2004 | Alfie                                                      | Lu Schnitman         |                        |
| 2005 | Boynton Beach Club                                         | Woman on Cell Phone  |                        |
| 2006 | Ice Age 2: The Meltdown                                    | Mrs. Start           | Dublaj                 |
| 2006 | Kalamazoo?                                                 | Golda                |                        |
| 2006 | A-List                                                     | Mrs. Smigley         |                        |
| 2007 | Dancin' on the Edge                                        | "Adult" Eloise Brown | Scurtmetraj            |
| 2008 | The Rainbow Tribe                                          | Ms. Crappie          |                        |
| 2009 | Life During Wartime                                        | Mona                 |                        |
| 2009 | Opposite Day                                               | Martha Benson        |                        |
| 2010 | Boston Girls                                               | Mrs. Palermo         |                        |
| 2011 | When Harry Met Sally 2 with Billy Crystal and Helen Mirren | Uncredited           | Scurtmetraj            |
| 2012 | Should've Been Romeo                                       | Tillie               |                        |
| 2012 | Rose's Diet                                                | Rose                 | Scurtmetraj/producător |
| 2012 | Driving Me Crazy: Proof of Concept                         | Doris Brown          |                        |
| 2013 | Temptation: Confessions of a Marriage Counselor            | Ms. Waco Chapman     |                        |
| 2014 | Zarra's Law                                                | Gabriella Zarra      |                        |
| 2016 | The Do-Over                                                | Mrs. Kessler         |                        |
| 2017 | How to Be a Latin Lover                                    | Peggy                |                        |
| 2020 | The Pack Podcast                                           | Stella / Debby       |                        |
| 2021 | Tango Shalom                                               | Deborah Yehuda       | Producător executiv    |

### Seriale
| An        | Titlu                                        | Rol                            | Note                                                                        |
| --------- | -------------------------------------------- | ------------------------------ | --------------------------------------------------------------------------- |
| 1963      | The Defenders                                | Mrs. Thorpe                    | "Judgement Eve"                                                             |
| 1964      | The Reporter                                 | Myrna                          | "Rope's End"                                                                |
| 1968      | The Joan Rivers Show                         | Herself                        | "Mrs. Parkinson's Law"                                                      |
| 1973      | Calucci's Department                         | Mrs. Woods                     | Creator/scenarist/actor "Life Is an Anchovy" (actor) Scenarist (3 episoade) |
| 1973      | Acts of Love and Other Comedies              | N/A                            | TV Movie Scenarist                                                          |
| 1974      | Paradise                                     | Marilyn / Carmel / Madeline    | TV Movie Scenarist                                                          |
| 1975      | Fay                                          | Marian                         | "Mr. Wonderful"                                                             |
| 1975      | Three for Two                                | N/A                            | TV Movie Scenarist                                                          |
| 1976      | Woman of the Year                            | Tess Harding                   | TV Movie Scenarist                                                          |
| 1977      | Good Penny                                   | Penny                          | TV Movie Scenarist                                                          |
| 1977      | Forever Fernwood                             | Annabelle Kearns               | TV Movie                                                                    |
| 1980      | A Cry for Love                               | N/A                            | TV Movie Scenarist                                                          |
| 1983      | Matt Houston                                 | Sheila Baer                    | "The Showgirl Murders"                                                      |
| 1983      | Lottery!                                     | Sylvia Berman                  | "Being a Winner"                                                            |
| 1983      | Lovers and Other Strangers                   | N/A                            | TV Movie Scenarist/producător                                               |
| 1984      | Bedrooms                                     | Host / Riva / Wendy            | TV Movie Regizor/scenarist/producător                                       |
| 1984      | St. Elsewhere                                | Dr. Charlotte Miller           | 2 episoade                                                                  |
| 1986      | The Love Boat                                | Monica Douglas                 | "Happily Ever After/Have I Got a Job for You/Mr. Smith Goes to Minikulu"    |
| 1986      | Tales from the Darkside                      | Pearl King                     | "A Serpent's Tooth"                                                         |
| 1987      | The New Hollywood Squares                    | Herself (Panelist)             | 2 episoade                                                                  |
| 1988      | Win, Lose or Draw                            | Herself (Contestant)           | "10.17.1988"                                                                |
| 1989      | Heartbeat                                    | unknown role                   | "From Russia with Love"                                                     |
| 1990      | Thirtysomething                              | Electra Rosebloom              | "The Guilty Party"                                                          |
| 1992      | Empty Nest                                   | Anne                           | "The Mismatchmaker"                                                         |
| 1992      | Carol Leifer: Gaudy, Bawdy & Blue            | Mrs. Himmelfarb                | TV Movie                                                                    |
| 1992–1994 | Dream On                                     | Doris Tupper                   | rol episodic (6 episoade)                                                   |
| 1993      | Daddy Dearest                                | Helen Mitchell                 | rol principal (13 episoade)                                                 |
| 1993–1999 | The Nanny                                    | Sylvia Fine                    | rol secundar (94 de episoade)                                               |
| 1996      | Lois & Clark: The New Adventures of Superman | Roweena Johnson                | "Oedipus Wrecks"                                                            |
| 1996      | Caroline in the City                         | Mrs. Fox                       | "Caroline and the Therapist"                                                |
| 1996      | Jeopardy!                                    | Herself (Celebrity Contestant) | "1996 Celebrity Jeopardy! Game 5"                                           |
| 1997      | A Match Made in Heaven                       | Isobel Slotkin                 | TV Movie                                                                    |
| 1997      | Superman: The Animated Series                | Lucille (Voice Role)           | "Warrior Queen"                                                             |
| 1998      | The Simple Life                              | Sylvia Fine                    | "The Other Mother"                                                          |
| 1999      | Hollywood Squares                            | Herself (Panelist)             | rol secundar (5 episoade)                                                   |
| 2001      | 100 Deeds for Eddie McDowd                   | Phyllis                        | "Matchmaking Mutt"                                                          |
| 2001      | 61*                                          | Claire Ruth                    | TV Movie                                                                    |
| 2004      | Eve                                          | Ms. Berkowitz                  | "Valentine's Day Reloaded"                                                  |
| 2005      | Everwood                                     | Betty Barrett                  | "Piece of Me"                                                               |
| 2005      | Early Bird                                   | unknown role                   | TV Movie                                                                    |
| 2007      | Pandemic                                     | Kathryn Hadorn                 | Miniserie                                                                   |
| 2007      | The Wedding Bells                            | Gladys Miller                  | "For Whom the Bells Toll"                                                   |
| 2008      | Biography                                    | Herself (Interviewee)          | "Jude Law"                                                                  |
| 2009–2012 | How I Met Your Mother                        | Mrs. Matsen / Mrs. Matson      | recurring role (3 episodes)                                                 |
| 2010      | Law & Order: Special Victims Unit            | Maude Monaghan                 | "Bedtime"                                                                   |
| 2010      | Victorious                                   | Mammaw                         | "The Birthweek Song"                                                        |
| 2010      | Sonny with a Chance                          | unknown role                   | "Random Acts of Disrespect"                                                 |
| 2010–2012 | Shake It Up                                  | Mrs. Locassio                  | Rol secundar (3 episoade)                                                   |
| 2011      | Allen Gregory                                | Principal Gottlieb             | Rol principal (4 episoade)                                                  |
| 2011      | Celebrity Ghost Stories                      | Herself                        | "Joan Osborne/Ahmad Rashad/Renee Taylor/Mia Taylor"                         |
| 2011–2012 | Happily Divorced                             | Marilyn                        | Rol secundar (5 episoade)                                                   |
| 2011–2020 | Bob's Burgers                                | Gloria (Voice Role)            | Rol secundar (4 episoade)                                                   |
| 2012      | 2 Broke Girls                                | Hinda Gagel                    | "And the Kosher Cupcakes"                                                   |
| 2012      | Natasha Mail Order Bride Escape to America   | Eunice                         | TV Movie                                                                    |
| 2013      | Beverly Hills Broke                          | Renee                          | TV Movie Scenarist/producător executiv                                      |
| 2015      | Weird Loners                                 | Nana                           | Miniserie "Weird Dance"                                                     |
| 2016      | Rock in a Hard Place                         | Mimi                           |                                                                             |
| 2017      | Young & Hungry                               | Mrs. Shapiro                   | "Young & Couchy"                                                            |
| 2021      | Debris                                       | Hasmat #4                      | "Asalah"                                                                    |